# Emilio Meincke
Emilio Meincke (Buenos Aires; 1871) fue un comerciante de La Boca y dirigente deportivo argentino que se desempeñó como presidente del Club Atlético Boca Juniors en dos períodos entre 1915 y 1920.

## Historia

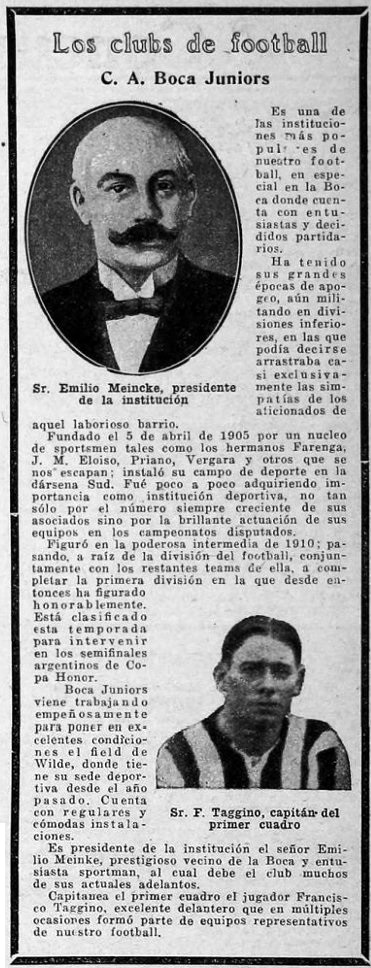
Cuadro de la revista El Hogar sobre Boca Juniors en 1915. Puede observarse a Emilio Meincke, presidente del club, y a Francisco Taggino, capitán.

Emilio Meincke nació en 1871, siendo el hijo menor de Enrique Meincke y Mary Winifred O'Hara. En 1895, sus padres se mudaron a la Mansión Meincke de Bernal.

### Dirigente de Boca Juniors
El 29 de enero de 1915 fue electo presidente de Boca Juniors, sucediendo en el cargo a Santiago Pedro Sana. Entre los hitos de su gestión se encuentra la vuelta de Boca, tras su paso por Wilde, al barrio del que toma su nombre, con la inauguración del Estadio de Ministro Brin y Sengüel. A fines de 1917 culmina su mandato, siendo sucedido por Sana.
El 10 de septiembre de 1918 fue nuevamente elegido presidente del club, sucediendo nuevamente a Sana. En su segunda gestión, logró el primer campeonato del club (1919), en condición de invicto, siendo la primera conquista del club en su historia. Ese año ganó, asimismo, la Copa Competencia, siendo su primera copa nacional. En 1920 culminó su último mandato, siendo sucedido por Emilio Gagliolo.
La revista El Hogar lo describió como prestigioso vecino de La Boca y entusiasta sportman, al cual debe el club muchos de sus actuales adelantos.